# Эпплби, Шири
Шири Фреда Эпплби (англ. Shiri Freda Appleby; 7 декабря 1978, Лос-Анджелес) — американская актриса.

## Ранние годы
Эпплби родилась в Лос-Анджелесе, Калифорния в семье израильтянки, школьной учительницы, и американского еврея, руководителя телекоммуникаций. В 1997 году окончила школу Calabasas High School и поступила в Университет Южной Каролины.

## Карьера
В четырёхлетнем возрасте, Эпплби начала свою карьеру со съемок в рекламных роликах, так как её родители хотели, чтобы она преодолела свою застенчивость. С тех пор она часто появлялась на телевидении, в таких сериалах как «Тридцать-с-чем-то», «Седьмое небо», «Скорая помощь», «Зена — королева воинов», «Беверли-Хиллз, 90210» и «Спасатели Малибу». Она также появилась в видеоклипе Бон Джови «It’s My Life» в 2000 году.
С 1999 по 2002 год, Эпплби исполняла главную роль в сериале The WB «Город пришельцев». Шоу было закрыто после трёх сезонов. После она сыграла главную роль в провальном кинофильме «Время для танцев», а в последующие годы, в основном, была активна на телевидении. Она снялась в двух провальных сериалах: «Шестеро» (ABC, 2006), и «Полюбить и умереть» (USA Network, 2008). В 2008—2009 годах у Эпплби была второстепенная роль в финальном сезоне сериала NBC «Скорая помощь». На большом экране у неё были заметные роли в фильмах «Тринадцатый этаж» (1999) и «Фанатка» (2002).
С 2010 по 2011 год Эпплби играла роль матери главной героини в сериале The CW «Жизнь непредсказуема». Шоу было позитивно встречено критиками, однако не имело успеха в рейтингах и канал закрыл его после двух сезонов. Затем она исполняла второстепенные роли в сериалах «Девчонки» и «Пожарные Чикаго», а также появилась в «Закон и порядок: Специальный корпус» и «Франклин и Бэш». В 2015—2018 годах Эпплби исполняла главную роль в сериале Lifetime «Нереальный холостяк».

## Личная жизнь
В 2010 году Шири начала встречаться с шеф-поваром Джоном Шуком, в июле 2012 года у них состоялась помолвка и позже они поженились. У супругов двое детей: дочь — Натали Буэйдер Шук (род.23.03.2013) и сын Оуэн Ли Шук (род.16.12.2015).

## Избранная фильмография
| Год       |    | Русское название                    | Оригинальное название             | Роль                           |
| --------- | -- | ----------------------------------- | --------------------------------- | ------------------------------ |
| 1985      | с  | Санта-Барбара                       | Santa Barbara                     | маленькая девочка              |
| 1985      | с  | Тридцать-с-чем-то                   | Thirtysomething                   | Хоуп в детстве                 |
| 1987      | ф  | Время убивать                       | The Killing Time                  | Энни Уинслоу                   |
| 1988      | с  | Кошмары Фредди                      | Freddy’s Nightmares               | Марша в 10 лет                 |
| 1989      | с  | Кто здесь босс?                     | Who’s the Boss?                   | первый ребёнок                 |
| 1990      | с  | Тихая пристань                      | Knots Landing                     | Мэри Фрэнсис в 10 лет          |
| 1990      | ф  | Я люблю тебя до смерти              | I Love You To Death               | Милли                          |
| 1993      | ф  | Надежда семьи                       | Family Prayers                    | Нина                           |
| 1994—2009 | с  | Скорая помощь                       | ER                                | доктор Дария Уэйд / мисс Мерфи |
| 1997      | с  | Спасатели Малибу                    | Baywatch                          | Дженни                         |
| 1997      | с  | Седьмое небо                        | 7th Heaven                        | Карен                          |
| 1998      | с  | Зена — королева воинов              | Xena: Warrior Princess            | Тара                           |
| 1999      | ф  | Тринадцатый этаж                    | The Thirteenth Floor              | Бриджет Манилла                |
| 1999      | с  | Беверли-Хиллз, 90210                | Beverly Hills, 90210              | Рене                           |
| 1999—2002 | с  | Город пришельцев                    | Rosewell                          | Лиз Паркер                     |
| 2000      | мс | Бэтмен будущего                     | Batman Beyond                     | Синтия                         |
| 2002      | ф  | Фанатка                             | Swimfan                           | Эми Миллер                     |
| 2004      | ф  | Подводное течение                   | Undertow                          | Вайолет                        |
| 2005      | ф  | Безумная семейка                    | When Do We Eat?                   | Никки                          |
| 2005      | ф  | Крэйзи                              | Havoc                             | Аманда                         |
| 2007      | ф  | Проклятый дом                       | The Killing Floor                 | Ребекка Фэй                    |
| 2007      | ф  | Война Чарли Уилсона                 | Charlie Wilson’s War              | Малолетка                      |
| 2008      | с  | Страх как он есть                   | Fear Itself                       | Трейси                         |
| 2010—2011 | с  | Жизнь непредсказуема                | Life Unexpected                   | Кейт Кэссиди                   |
| 2011      | с  | Дорогой доктор                      | Royal Pains                       | Стелла                         |
| 2012      | с  | Компаньоны                          | Franklin & Bash                   | Эмили Адамс                    |
| 2012—2013 | с  | Пожарные Чикаго                     | Chicago Fire                      | Кларис                         |
| 2013—2014 | с  | Девчонки                            | Girls                             | Наталия                        |
| 2013—2019 | с  | Закон и порядок: Специальный корпус | Law & Order: Special Victims Unit | Китти Беннетт / Амелия Олберс  |
| 2014      | с  | Элементарно                         | Elementary                        | Дарин Зирин                    |
| 2015      | ф  | Дары смерти                         | The Devil’s Candy                 | Астрид Хеллман                 |
| 2015—2016 | с  | Реанимация                          | Code Black                        | Карла Нивен                    |
| 2015—2018 | с  | Нереальный холостяк                 | Unreal                            | Рейчел Голдберг                |